# Svodín
Svodín (in ungherese Szőgyén, in tedesco Seldin) è un comune della Slovacchia facente parte del distretto di Nové Zámky, nella regione di Nitra.

## Amministrazione

### Gemellaggi
- Tata, dal 1997